# Stenocladius rufithorax
Stenocladius rufithorax is een keversoort uit de familie glimwormen (Lampyridae). De wetenschappelijke naam van de soort werd voor het eerst geldig gepubliceerd in 1995 door Wittmer.